# Ricky Blanton
Pour les articles homonymes, voir Blanton.
Ricky Blanton, né le 21 avril 1966, à Miami, en Floride, est un ancien joueur et entraîneur américain de basket-ball. Il évolue au poste d'ailier.